# Panicum claytonii
Panicum claytonii är en gräsart som beskrevs av Stephen Andrew Renvoize. Panicum claytonii ingår i släktet vipphirser, och familjen gräs. Inga underarter finns listade i Catalogue of Life.